# Eichenminiermotte
Die Eichenminiermotte (Tischeria ekebladella) ist ein Schmetterling aus der Familie der Schopfstirnmotten (Tischeriidae). Die Art wurde von dem schwedischen Naturforscher Clas Bjerkander 1795 als Phalaena ekebladella erstbeschrieben. Ein älteres Synonym ist Tinea complanella Hübner, 1817. Ein Trivialname der Schmetterlingsart ist „Eichenminiermotte“.

## Merkmale
Die Flügelspannweite beträgt 8–11 mm. Die Schmetterlinge sind goldbraun bis gelb gefärbt, die Flügelspitzen sind leicht verdunkelt. Die Raupen sind überwiegend gelb gefärbt. Die Kopfkapsel und das Körperende der Raupen sind braun gefärbt. Ihr Körper weist etwa 14 Segmente auf.

## Verbreitung
Tischeria ekebladella ist in der westlichen Paläarktis heimisch. Die Art ist in Europa weit verbreitet und häufig. Im Norden reicht das Vorkommen bis in den Süden von Fennoskandinavien sowie auf der Insel Großbritannien bis in den Norden Schottlands, im Süden reicht das Vorkommen bis auf die Iberische Halbinsel und in den Mittelmeerraum (Korsika, Sardinien, Kreta). Die Verbreitung im Osten erstreckt sich über den europäischen Teil Russlands und den Norden des Iran.

## Lebensweise
Tischeria ekebladella nutzt als Wirtspflanzen Eichen (Quercus) und Kastanien (Castanea). Beide Gattungen gehören zu den Buchengewächsen (Fagaceae). Bekannte Wirtsarten sind neben anderen die Stieleiche, Traubeneiche, Roteiche, Flaumeiche und Zerreiche sowie Edelkastanie und Chinesische Kastanie. Die Raupen minieren in den Blättern ihrer Wirtspflanzen. Sie bilden auf der Blattoberseite ausgedehnte weißliche Platzminen. Häufig findet man mehrere Minen am selben Blatt. Die Raupen findet man ab Juli in ihren Blattminen, am häufigsten im Herbst von September bis November. Die Raupen überwintern in einer kreisförmigen weißen Kammer mit einem Durchmesser von etwa 6 mm. Im Spätfrühjahr verpuppen sich die Raupen in der Blattmine. Die Schmetterlinge fliegen von Mai bis Juni.

## Bilder

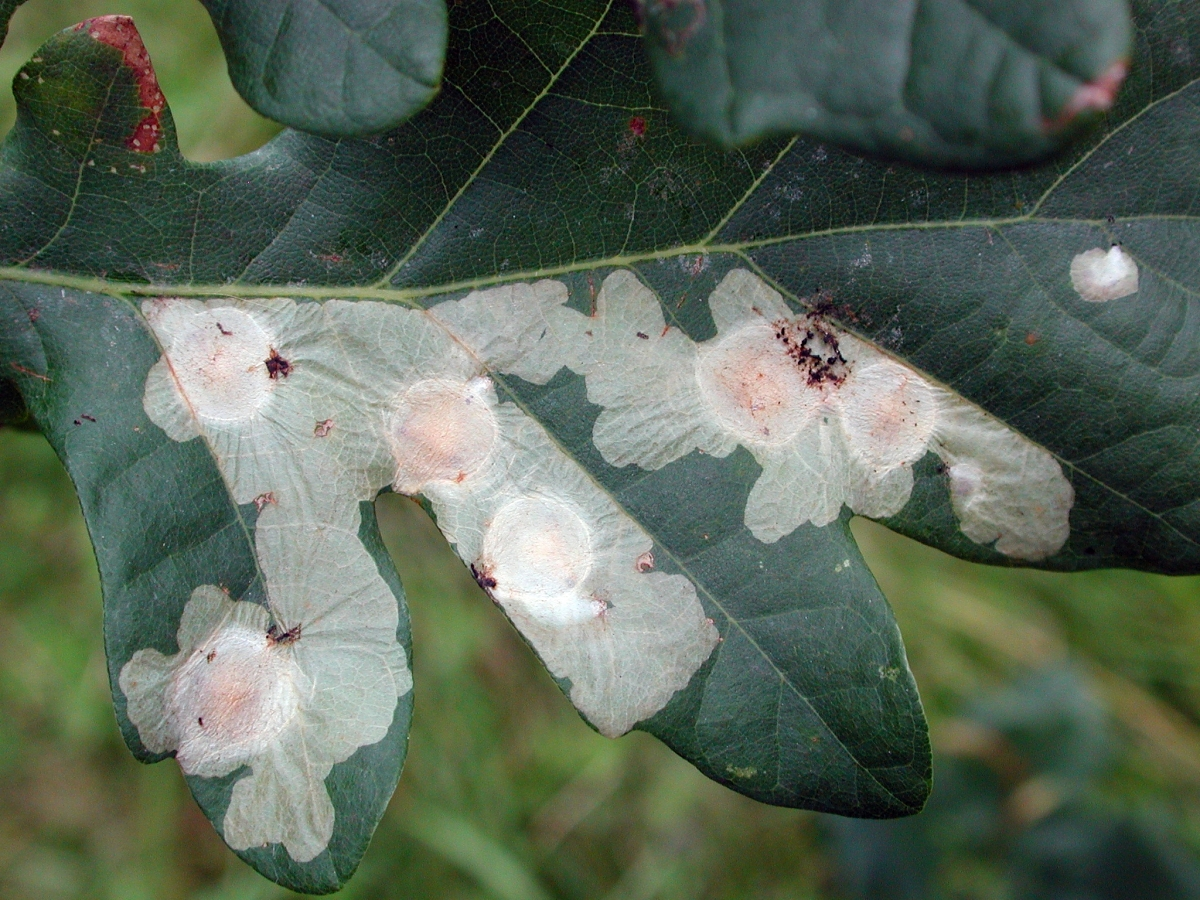
Blattminen an Stieleiche
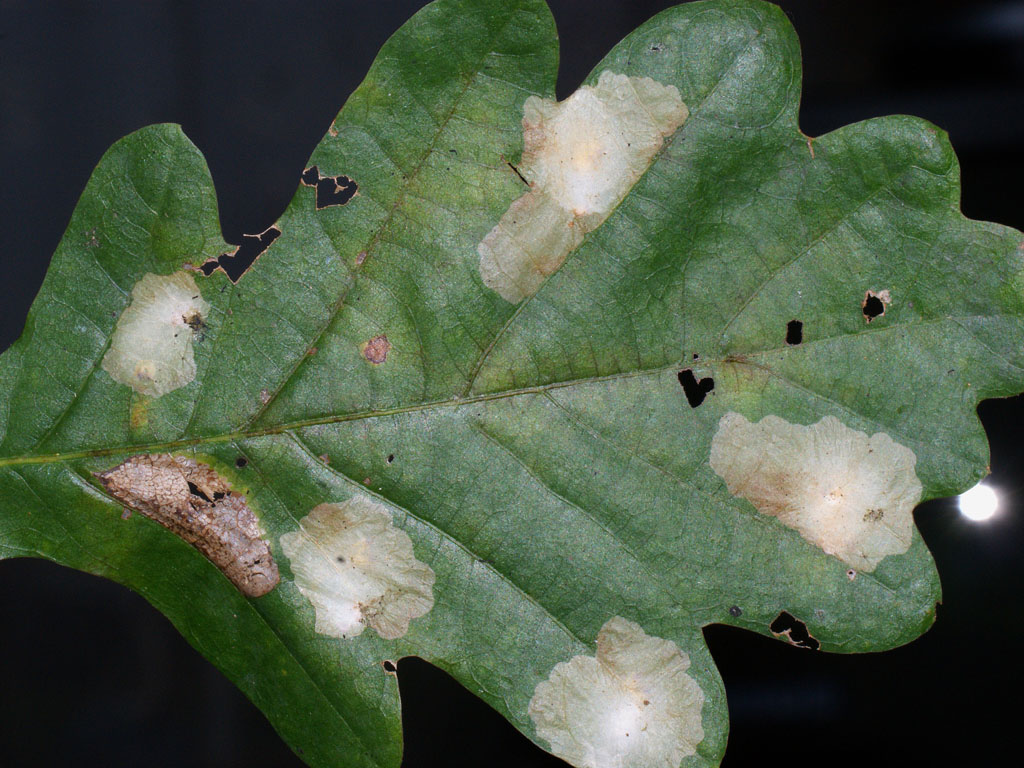
Blattminen an Stieleiche
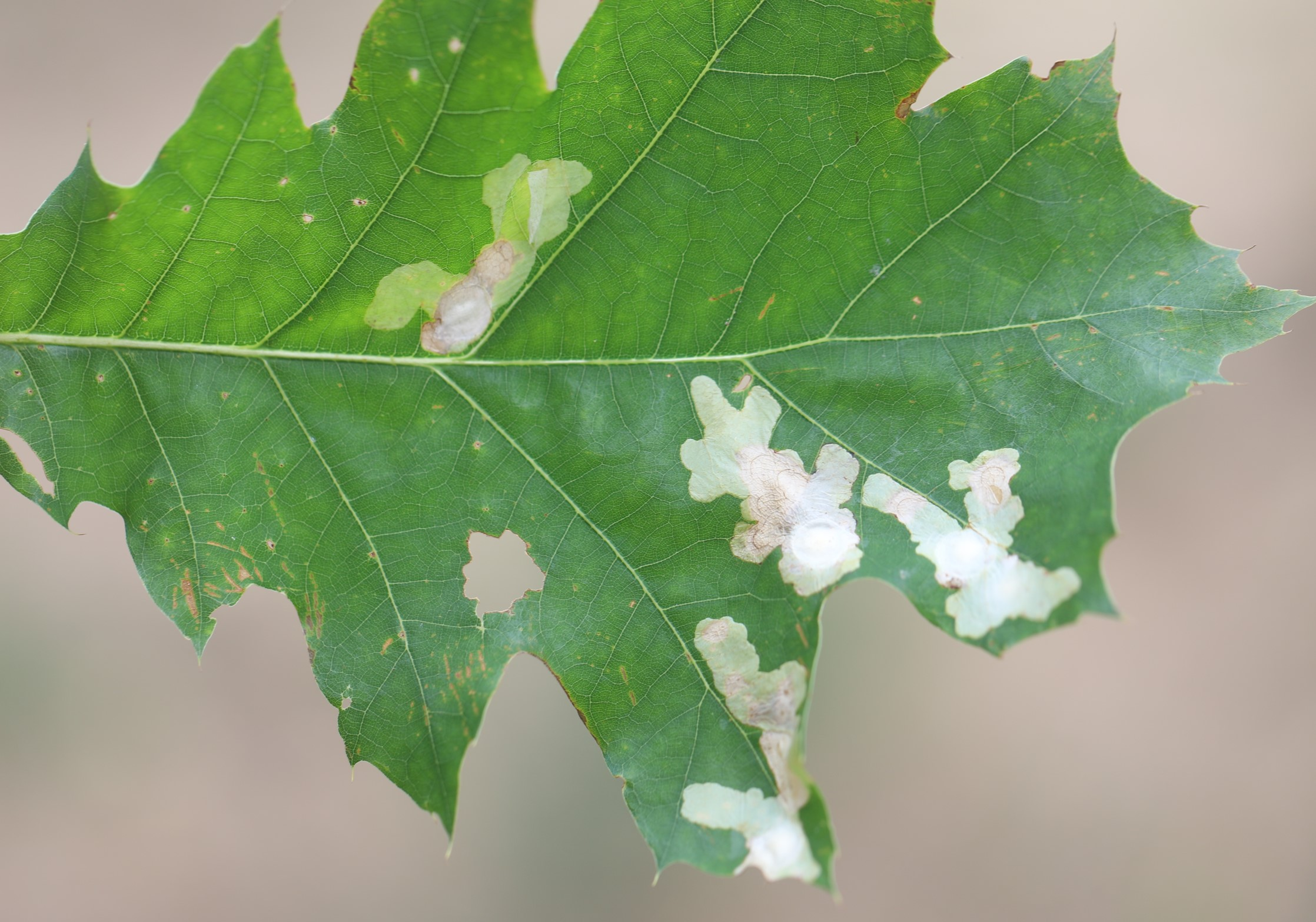
Blattminen an Roteiche
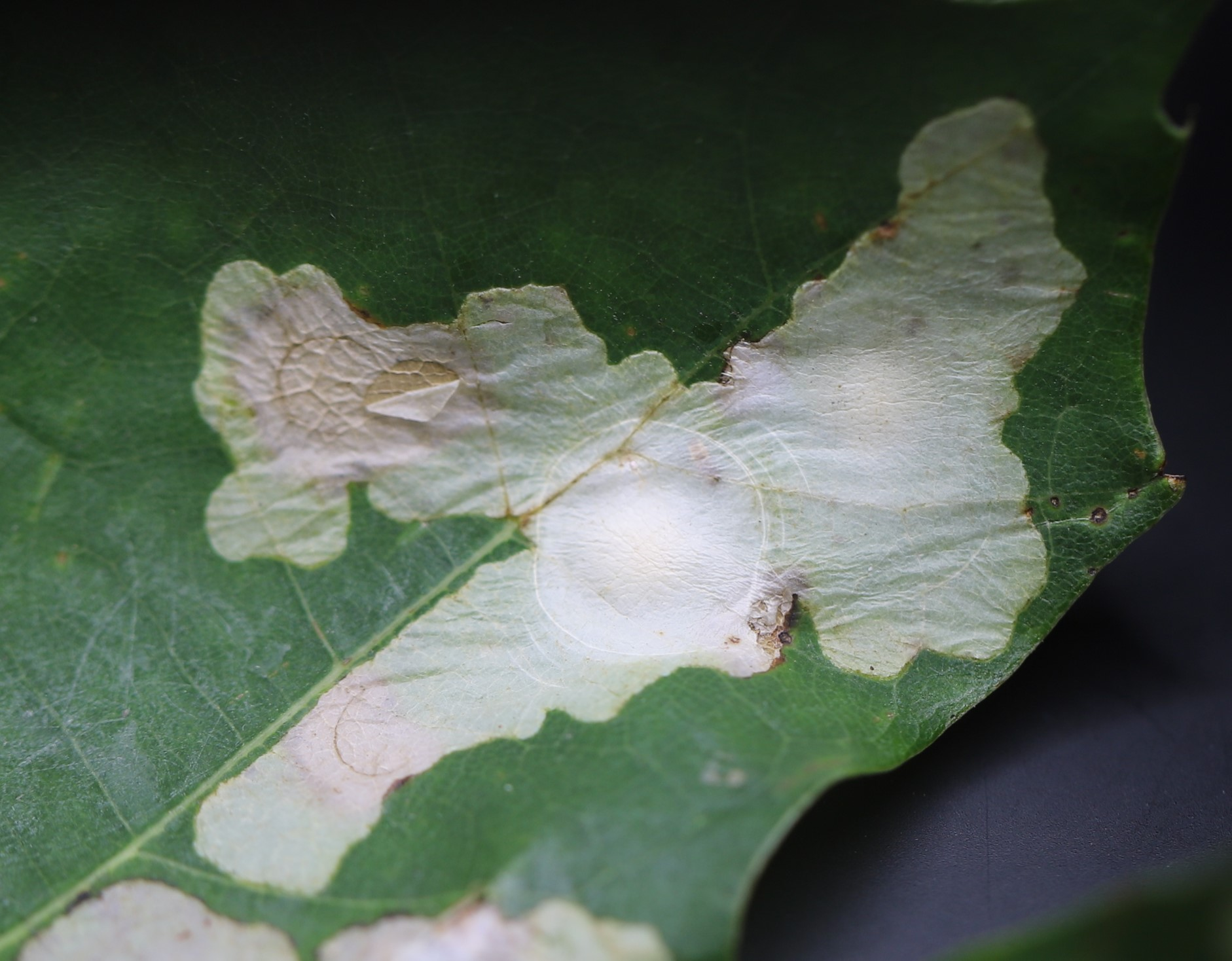
Weiße kreisförmige Kammer mit gelber Raupe im oberen Bereich erkennbar
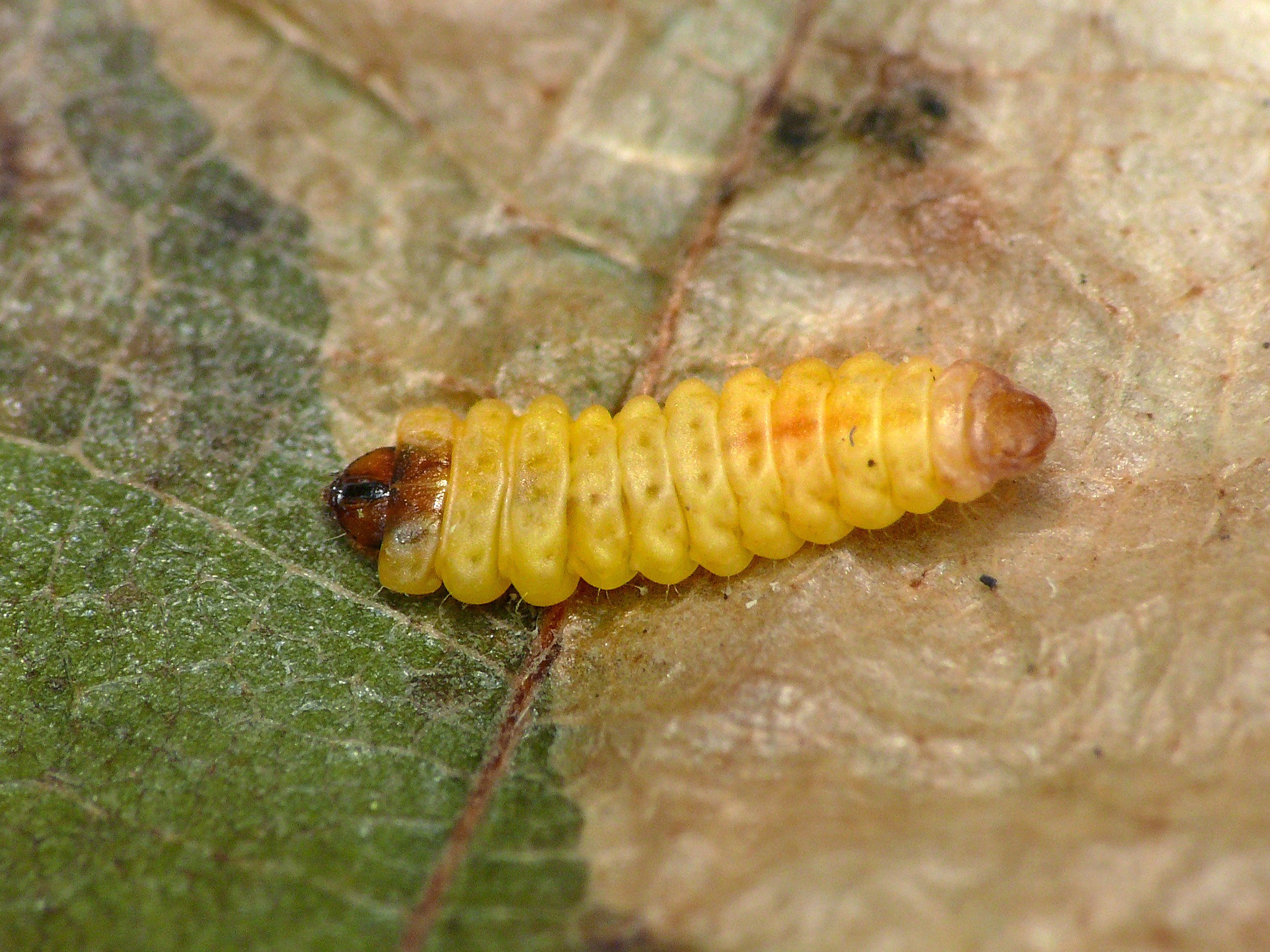
Raupe aus einer geöffneten Blattmine
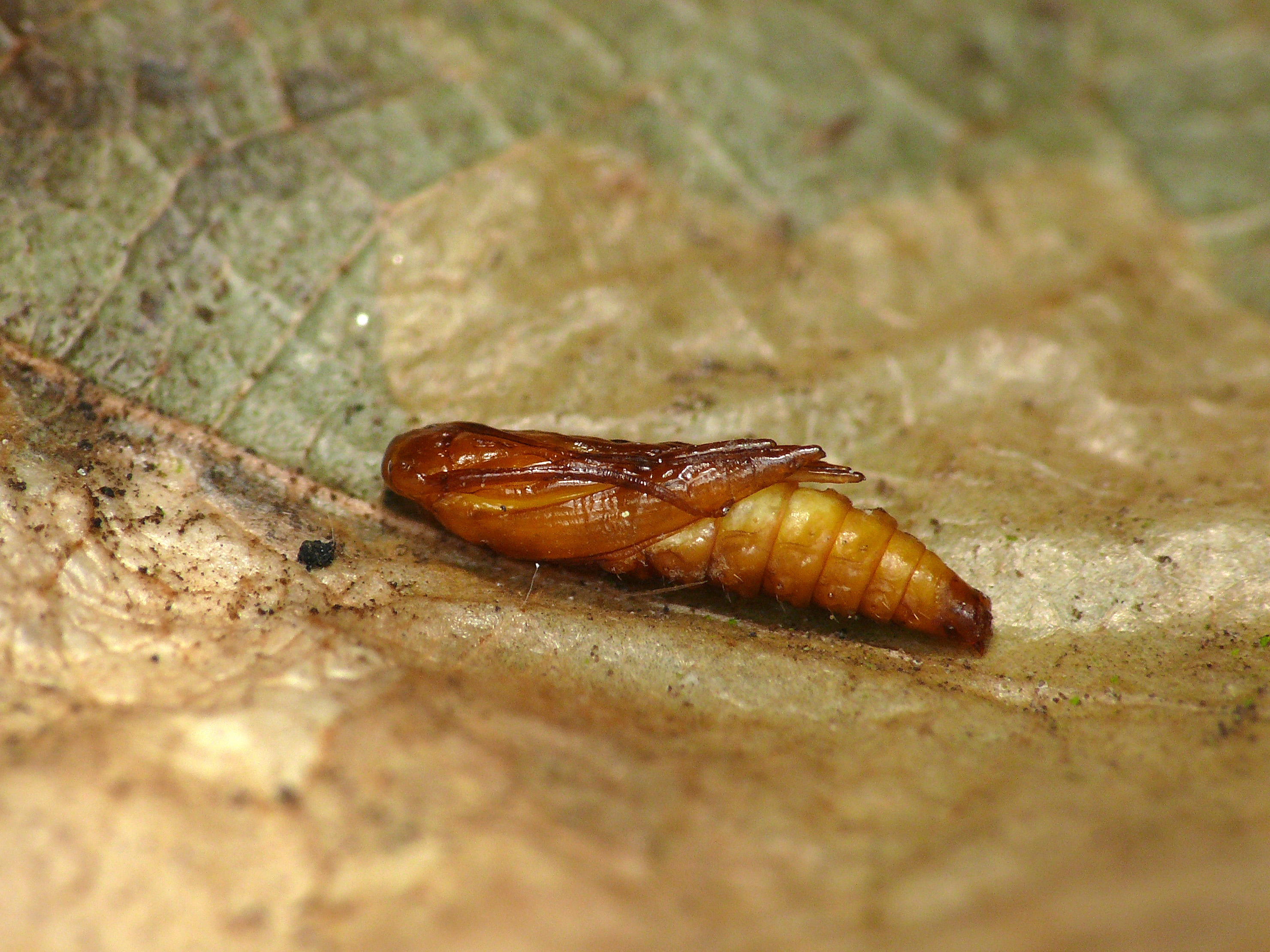
Puppe
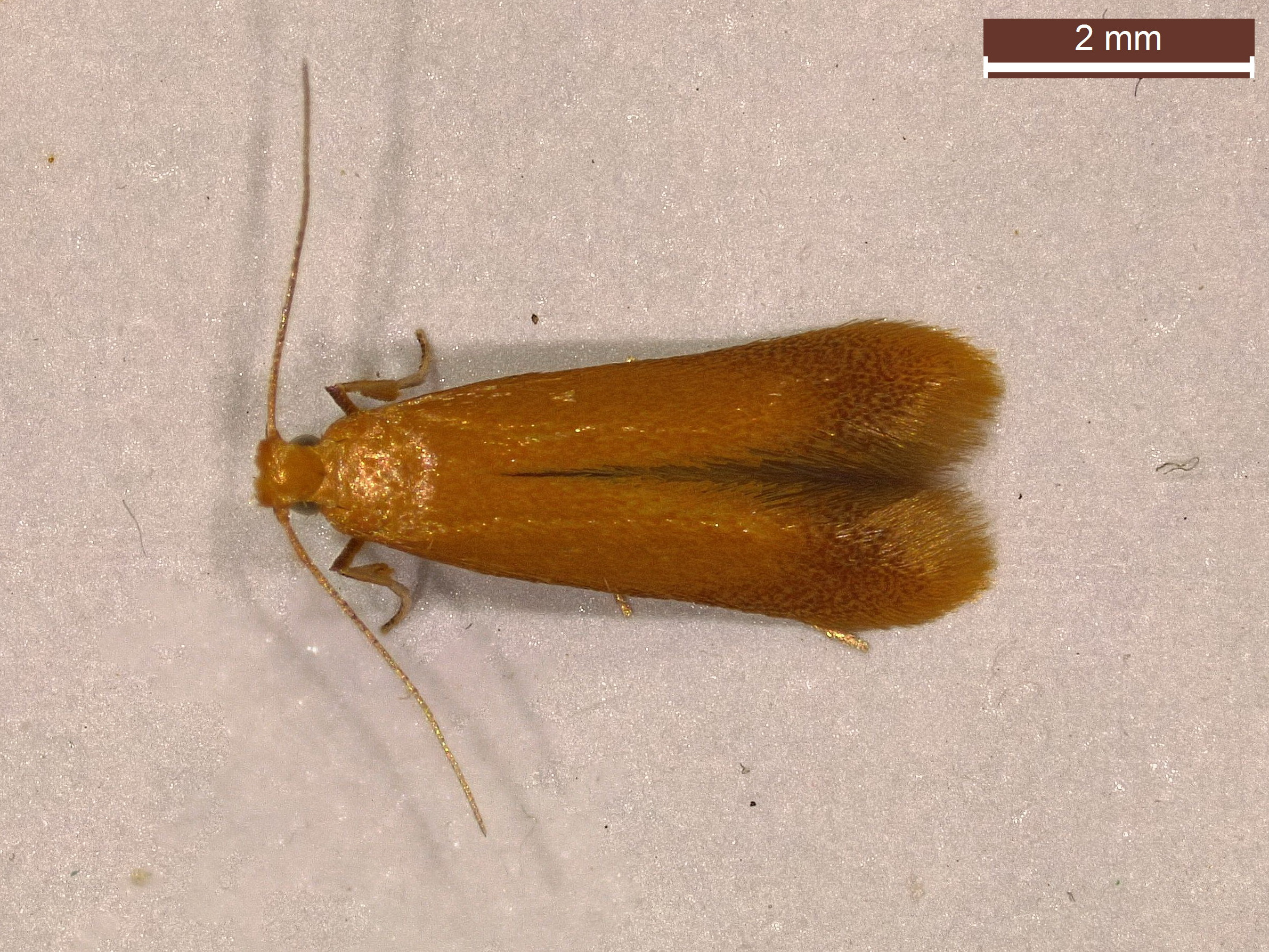
Dorsalansicht
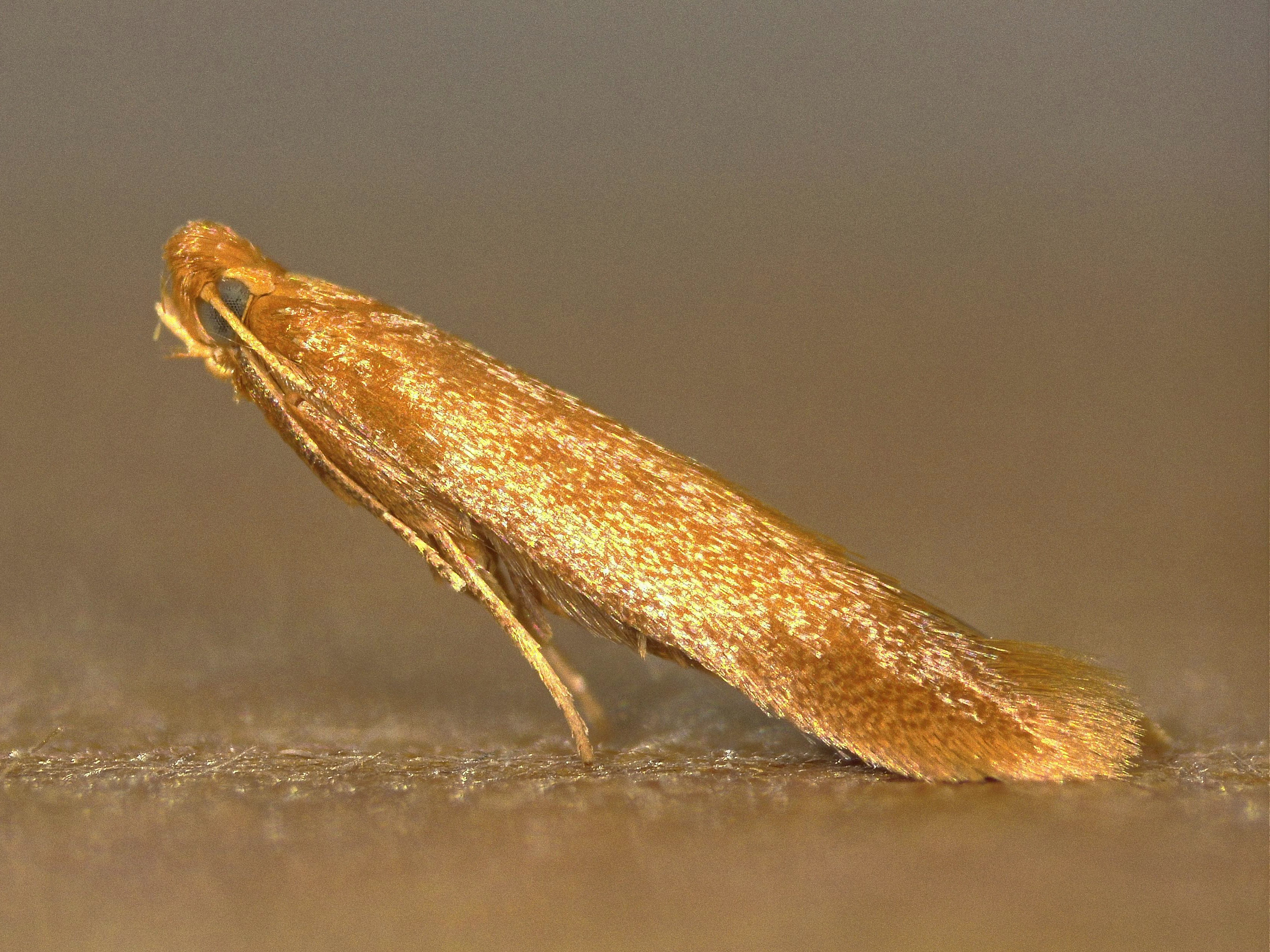
Seitenansicht